# Dél-afrikai sül
A dél-afrikai sül (Hystrix africaeaustralis) az emlősök (Mammalia) osztályának a rágcsálók (Rodentia) rendjébe, ezen belül a gyalogsülfélék (Hystricidae) családjába tartozó faj.

## Előfordulása
Botswana, Burundi, Kongói Köztársaság, a Kongói Demokratikus Köztársaság, Kenya, Lesotho, Malawi, Mozambik, Namíbia, Ruanda, a Dél-afrikai Köztársaság, Szváziföld, Tanzánia, Uganda, Zambia és Zimbabwe területén honos. Élőhelye a szavannák és az erdők.

## Alfajai
- Hystrix africaeaustralis africaeaustralis Peters, 1852
- Hystrix africaeaustralis zuluensis Roberts, 1936

## Megjelenése
A dél-afrikai sül a régió legnagyobb rágcsálója. A nőstények átlagosan 1 kilogrammal nehezebbek, mint a hímek. Mindkét nem nagysága nagyobb fél méternél. Testtömege 18-30 kilogramm. Az állat hátsó oldalát tüskék borítják. A tüskéi hosszúak és vastagok. 

## Életmódja
Elsősorban éjjel aktív, de időnként nappal is ébren van. A dél-afrikai sül magányos vagy kisebb csoportokban él. A dél-afrikai sül elsősorban növényevő, erős ásókarmaival kiássa a gyökeret és a gumót. Nem vetik meg az elhullott gyümölcsöket és dögöt is fogyaszt. Körülbelül 12-15 évig él.